# 東紐波特 (英國國會選區)
東紐波特（英語：Newport East），英國國會一自治市選區，包括威爾斯南部的紐波特東部，以及蒙茅斯郡一部。始設於1983年。
本區自創立以來一直工黨。2010年大選中傑西卡·摩頓以37.0%選票勝出該區連任。